# Norberto Treviño Zapata
Norberto Treviño Zapata (* 28. November 1911 in Heroica Matamoros, Tamaulipas; † 13. August 1998 in Mexiko-Stadt) war ein mexikanischer Politiker des Partido Revolucionario Institucional (PRI) und Diplomat, der unter anderem zwischen 1954 und 1955 Präsident des Abgeordnetenhauses (Cámara de Diputados), von 1957 bis 1963 Gouverneur des Bundesstaates Tamaulipas sowie zwischen 1972 und 1976 Botschafter in Italien war.

## Leben
Norberto Treviño Zapata, Sohn des Militärarztes Oberst Rafael Treviño Garza und dessen Ehefrau María Zapata, begann nach dem Schulbesuch ein Studium der Medizin an der Medizinischen Fakultät (Escuela Nacional de Medicina) der Nationalen Autonomen Universität von Mexiko (UNAM). Nach dessen Abschluss war er als Arzt sowie als Professor für Medizin an der UNAM tätig.
Am 1. September 1952 wurde er für den Partido Revolucionario Institucional (PRI) Mitglied des Abgeordnetenhauses (Cámara de Diputados), des Unterhauses des Kongresses der Union (Congreso General de los Estados Unidos Mexicanos), und vertrat in diesem bis zum 30. August 1955 in der 42. Legislaturperiode den 2. Wahlbezirk des Bundesstaates Tamaulipas. Im September 1954 löste er Antonio Erales Abdelnur als Präsident des Abgeordnetenhauses ab und hatte dieses Amt als Parlamentspräsident bis September 1955 inne, woraufhin Flavio Romero de Velasco seine Nachfolge antrat. Er war ferner Vorsitzender des Hauptausschusses des Kongresses, der Gran Comisión, sowie Mitglied des Innenausschusses des Abgeordnetenhauses.
Als Nachfolger von Horacio Terán Zozaya wurde Treviño Zapata am 5. Februar 1957 für eine sechsjährige Wahlzeit Gouverneur des Bundesstaates Tamaulipas und bekleidete dieses Amt bis zum 4. Februar 1963, woraufhin Praxedis Balboa Gojón ihn ablöste. Während seiner gründete er die Fakultät für Veterinärmedizin und Zootechnik und die Schule für Arbeit und Soziales an der Universidad Autónoma de Tamaulipas. Außerdem kam es während seiner Amtszeit zur Einrichtung der ersten Kliniken, die vom Institut für soziale Sicherheit IMSS (Instituto Mexicano del Seguro Social) und vom Institut für soziale Sicherheit und Dienste für Staatsbedienstete ISSSTE (Instituto de Seguridad y Servicios Sociales de los Trabajadores del Estado) finanziert wurden.
Norberto Treviño Zapata war des Weiteren zwischen 1970 und 1972 Generaldirektor des Nationalen Institutes für Kinder INI (Instituto Nacional de la Infancia). Als Nachfolger von Francisco Medina Ascencio wurde er schließlich am 1. Dezember 1972 Botschafter in Italien, wo er am 10. Januar 1973 seine Akkreditierung überreichte. Er verblieb auf diesem Botschafterposten bis zum 17. Dezember 1976, woraufhin Héctor Pérez-Gallardo y García de la Cadena zunächst Geschäftsträger und am 1. März 1977 Fausto Zapata Loredo sein Nachfolger als Botschafter wurde.

## Veröffentlichungen
- Vida y Salud para la Familia, Mitherausgeber, 1951
- El Niño y la Familia, Mitherausgeber, 1972
- Hablemos de Tamaulipas. Su gran pueblo y próspera tierra, 1989, Neuauflage 1996

## Hintergrundliteratur
- Enrique López Sanavia: Norberto Treviño Zapata. Vida y obra, 2003